# OpenSSH
OpenSSH (Open Secure Shell) es un conjunto de aplicaciones que permiten realizar comunicaciones cifradas a través de una red, usando el protocolo SSH. Fue creado como una alternativa libre y abierta al programa Secure Shell, que es software propietario. El proyecto está liderado por Theo de Raadt, residente en Calgary.

## Historia
Sus desarrolladores aseguran que OpenSSH es más seguro que el original, lo cual es debido a la conocida reputación de los desarrolladores de OpenBSD por crear código limpio y perfectamente auditado, lo que contribuye a que sea más seguro. Su seguridad también es atribuible al hecho de que su código fuente se distribuya libremente con una licencia BSD. Aunque todo el código fuente del SSH original también está disponible, existen restricciones con respecto a su uso y distribución, lo que convierte a OpenSSH en un proyecto mucho más atractivo para nuevos desarrolladores.

### VulnerabilidadregreSSHion
En 2024 se reportó una vulnerabilidad de nivel crítico, en la versión 8.5p1 y superiores, que permitía a un atacante no autenticado ejecutar código arbitrario de forma remota con privilegios de root y, por tanto, tomar el control completo de las máquinas afectadas. Esta vulnerabilidad, que se estima que afectó a unos 14 millones de servidores, fue bautizada como regreSSHion porque el problema ya se había reportado previamente en 2006 y fue corregido en la versión 4.4p1, pero se reintrodujo nuevamente en la versión 8.5p1 en octubre de 2020.

## Características técnicas

### Portabilidad
Como OpenSSH es una aplicación de comunicación entre ordenadores, debe funcionar en la mayor cantidad de sistemas operativos posibles, para lo que existe un equipo, llamado OpenSSH Portability Team que se responsabiliza de añadir el código necesario para portar el software a todas las plataformas posibles.

### Aplicaciones incluidas
La suite OpenSSH incluye:
- ssh, reemplaza a rlogin y telnet para permitir shell el acceso remoto a otra máquina. ssh tero@ejemplo.com
- scp, reemplaza a rcp scp tero@ejemplo.com:~/archivo .
- sftp, reemplaza a ftp para copiar archivos entre dos computadoras sftp tero@ejemplo.com
- sshd, el servidor demonio SSH sshd
- ssh-keygen, una herramienta para inspeccionar y generar claves RSA y DSA  que son usadas para la autenticación del cliente o usuario.
- ssh-agent y ssh-add, herramientas para autenticarse de manera más fácil, manteniendo las claves listas para no tener que volver a introducir la frase de acceso cada vez que utilice la clave.
- ssh-keyscan, que escanea una lista de clientes y recolecta sus claves públicas.

El servidor OpenSSH puede autenticar a los usuarios mediante todos los métodos estándar del protocolo ssh

### Túneles seguros
Muchas aplicaciones pueden ser securizadas con OpenSSH, haciendo de este sistema una potente alternativa para sistemas VPN.
Cualquier aplicación que use conexiones por TCP (preferiblemente con un solo puerto tcp) puede ser utilizada a través de túnel seguro- Algunos ejemplos de aplicaciones fácilmente tunelizables son el X Window System, http usando un proxy y VNC. El túnel para el X Window System se crea automáticamente entre dos ordenadores corriendo Unix, así que las aplicaciones con interfaces gráficas pueden ser ejecutadas desde ordenadores remotos simplemente escribiendo sus nombres:
```
 ssh -Y tero@ejemplo.com
 password:
 $ xclock
```

Entre las aplicaciones cuya tunelización es posible, aunque compleja, se encuentran el ftp (no es necesario, debido a la existencia de sftp) y SMB.
Algunas aplicaciones llaman a OpenSSH para crear el túnel, tales como DistCC, CVS, rsync y fetchmail.
Se pueden montar sistemas de archivos remotos a través de ssh usando shfs, lufs o podfuk.

### Autenticación
El servidor OpenSSH autentica a los usuarios usando sus propios sistemas de autenticación, implementados en el propio software:
- Clave pública (id.rsa, authorized_keys)
- Contraseña
- Kerberos/GSSAPI

OpenSSH también puede usar PAM para llevar a cabo la autenticación. PAM permite la selección de métodos de autenticación y su política en tiempo de ejecución, permitiendo métodos avanzados de autenticación tales como:
- OTPW
- S/KEY
- OPIE

Las versiones de OpenSSH más antiguas que la 3.7 deben ser ejecutadas como root siempre que el soporte PAM esté activado, ya que se requieren permisos de root para activar el PAM. Las versiones más recientes de OpenSSH permiten desactivar el uso de PAM estando en ejecución. Mediante este sistema usuarios normales pueden ejecutar instancias de sshd.

## Historial de versiones
La primera vez que apareció OpenSSH fue en la versión OpenBSD 2.6 y la primera versión independiente fue realizada en octubre de 1999.
Historia de las publicaciones :
- OpenSSH 8.8: 26 de septiembre de 2021
  - Incluye un aviso de descontinuación de los protocolos scp/rcp para utilizar SFTP en su defecto.
- OpenSSH 8.7: 20 de agosto de 2021
- OpenSSH 8.6: 19 de abril de 2021
- OpenSSH 8.5: 3 de marzo de 2021
- OpenSSH 8.4: 27 de septiembre de 2020
- OpenSSH 8.3: 27 de mayo de 2020
- OpenSSH 8.2: 14 de febrero de 2020
- OpenSSH 8.1: 9 de octubre de 2019
- OpenSSH 8.0: 17 de abril de 2019
- OpenSSH 7.9: 19 de octubre de 2018
- OpenSSH 7.8: 24 de agosto de 2018
- OpenSSH 7.7: 3 de abril de 2018
- OpenSSH 7.5: 20 de marzo de 2017
- OpenSSH 7.3: 1 de agosto de 2016
- OpenSSH 7.2: 29 de febrero de 2016
- OpenSSH 7.1: 21 de agosto de 2015
- OpenSSH 7.0: 11 de agosto de 2015
- OpenSSH 6.9: 1 de julio de 2015
- OpenSSH 6.8: 18 de marzo de 2015
- OpenSSH 6.7: 6 de octubre de 2014
- OpenSSH 6.6: 15 de marzo de 2014
- OpenSSH 6.5: 30 de enero de 2014
- OpenSSH 6.4: 8 de noviembre de 2013
- OpenSSH 6.3: 13 de septiembre de 2013
- OpenSSH 6.2: 22 de marzo de 2013
- OpenSSH 6.1: 29 de agosto de 2012
- OpenSSH 6.0: 22 de abril de 2012
- OpenSSH 5.9: 6 de septiembre de 2011
- OpenSSH 5.8: 4 de febrero de 2011
- OpenSSH 5.7: 24 de enero de 2011
- OpenSSH 5.6: 23 de agosto de 2010
- OpenSSH 5.5: 16 de abril de 2010
- OpenSSH 5.4: 8 de marzo de 2010
- OpenSSH 5.3: 1 de octubre de 2009
- OpenSSH 5.2: 23 de febrero de 2009
- OpenSSH 5.1: 21 de junio de 2008
- OpenSSH 5.0: 3 de abril de 2008
- OpenSSH 4.9: 30 de marzo de 2008
  - Incorporó soporte chroot para sshd
- OpenSSH 4.7: 4 de septiembre de 2007
- OpenSSH 4.6: 9 de marzo de 2007
- OpenSSH 4.5: 7 de noviembre de 2006
- OpenSSH 4.4: 27 de septiembre de 2006
- OpenSSH 4.3: 1 de febrero de 2006
- OpenSSH 4.2: 1 de septiembre de 2005
- OpenSSH 4.1: 26 de mayo de 2005
- OpenSSH 4.0: 9 de marzo de 2005
- OpenSSH 3.9: 17 de agosto de 2004
- OpenSSH 3.8: 24 de febrero de 2004
- OpenSSH 3.7.1: 16 de septiembre de 2003
- OpenSSH 3.7: 16 de septiembre de 2003
- OpenSSH 3.6.1: 1 de abril de 2003
- OpenSSH 3.6: 31 de marzo de 2003
- OpenSSH 3.5: 14 de octubre de 2002
- OpenSSH 3.4: 26 de junio de 2002

## Libros
- Michael Stahnke, Pro OpenSSH. (Inglés) ISBN 1-59059-476-2.
- Daniel J. Barrett, Richard E. Silverman, and Robert G. Byrnes, SSH, The Secure Shell: The Definitive Guide, Second Edition. ISBN 0-596-00895-3 (Inglés, primera edición ISBN 0-596-00011-1).